# Rue des Mineurs
La rue des Mineurs est une très ancienne rue de commerce de la ville de Liège (Belgique) qui relie la place du Marché à la rue Hors-Château dans le centre historique de Liège. 

## Toponymie
Les Mineurs étaient des frères du couvent des Cordeliers appelé aussi couvent des mineurs qui occupèrent les lieux depuis le XIIIe siècle jusqu'à la Révolution française. Ce couvent situé dans le prolongement nord de la rue abrite depuis 1970 le musée de la vie wallonne. La cour des Mineurs présente la même origine.

## Situation et description
Cette rue pavée du longueur d'environ 80 mètres occupe le côté est de la place du Marché puis rejoint par une légère pente la rue Hors-Château. La rue des Mineurs se trouvait à l'intérieur des premiers remparts de la ville que Notger avait fait ériger aux alentours de l'an 1000 alors que la rue Hors-Château se situait à l'extérieur. Elle applique un sens unique de circulation automobile dans le sens Hors-Château-Féronstrée.

## Architecture
Presque tous les immeubles de la rue, c'est-à-dire une vingtaine, figurent à l'inventaire du patrimoine immobilier de la région wallonne. Il s'agit pour la plupart d'immeubles représentatifs du style mosan de la fin du XVIIe siècle et du XVIIIe siècle. Les trois maisons bordant la place du Marché sont aussi reprises sur la liste du patrimoine immobilier classé de Liège depuis 1942 (voir Patrimoine classé). 
Au no 13, l'immeuble de trois étages porte une enseigne appelée Au Lion d'or datée de 1743.
Au no 17, l'immeuble de trois étages de cinq baies jointives porte une enseigne appelée Au Fer du Cheval datée de 1752 ainsi que des moulures sculptées dans la pierre. La façade, située à l'origine rue des Tanneurs, no 2, a été remontée à cet endroit en 1973, sur la supervision de l'architecte Jean Francotte.

## Patrimoine classé
La liste qui suit est classée au patrimoine immobilier de la Région wallonne :
| Objet                                       | Année de construction / Architecte | Adresse                    | Section communale | Coordonnées                      | Numéro d’inventaire | Illustration |
| ------------------------------------------- | ---------------------------------- | -------------------------- | ----------------- | -------------------------------- | ------------------- | ------------ |
| Immeuble - Façade                           |                                    | Rue des Mineurs, no 2      | Hors-Château      | 50° 38′ 46″ nord, 5° 34′ 37″ est | 62063-CLT-0477-01   |              |
| Immeuble - Façade                           |                                    | Rue des Mineurs, no 4      | Hors-Château      | 50° 38′ 46″ nord, 5° 34′ 37″ est | 62063-CLT-0478-01   |              |
| Immeuble - Façade                           |                                    | Rue des Mineurs, no 6      | Hors-Château      | 50° 38′ 46″ nord, 5° 34′ 37″ est | 62063-CLT-0479-01   |              |
| Maison - Façades et toitures                |                                    | Rue des Mineurs, no 25     | Hors-Château      | 50° 38′ 47″ nord, 5° 34′ 34″ est | 62063-CLT-0153-01   | Maison       |
| Maison - Façades, toitures, cage d'escalier |                                    | Rue des Mineurs, nos 29-31 | Hors-Château      | 50° 38′ 47″ nord, 5° 34′ 34″ est | 62063-CLT-0122-01   | Maison       |

## Voiries adjacentes
- Place du Marché
- En Féronstrée
- Rue du Pont
- Rue des Airs
- Rue du Palais
- Rue Hors-Château
- Rue Moray